# Landtag de Saxe-Anhalt
8e législature
Brunnersches Haus
Le Landtag de Saxe-Anhalt (en allemand : Landtag Sachsen-Anhalt) est le parlement régional du Land de Saxe-Anhalt.

## Élection
Le Landtag est constitué de 83 députés (en allemand : Mitglied des Landtags, MdL), élus pour une législature de cinq ans au suffrage universel direct et suivant le scrutin proportionnel de Hare.
Chaque électeur dispose de deux voix : la première (en allemand : Wahlkreisstimme) lui permet de voter pour un candidat de sa circonscription selon les modalités du scrutin uninominal majoritaire à un tour, le Land comptant un total de 41 circonscriptions ; la seconde voix (en allemand : Landesstimme) lui permet de voter en faveur d'une liste de 83 candidats présentée par un parti au niveau du Land.
Lors du dépouillement, l'intégralité des 83 sièges est répartie proportionnellement aux secondes voix, entre les partis ayant remporté 5 % des voix au niveau du Land ou deux mandats de circonscription. Si un parti a remporté des mandats de circonscription, les sièges qui lui ont été précédemment attribués sont d'abord pourvus par ceux-ci.
Dans le cas où un parti obtient moins de mandat de circonscription que la proportionnelle ne lui en attribue, sa représentation est complétée par les candidats issus de la liste présentée au niveau du Land ; s'il en obtient plus, la taille du Landtag est augmentée jusqu'à rétablir la proportionnalité.

## Historique

### Avant la réforme de 1952
Le 20 octobre 1946, les électeurs de la Saxe-Anhalt, qui se trouve alors en zone d'occupation soviétique en Allemagne (SBZ), sont appelés à élire leur Parlement. Avec 45 % des voix, le Parti socialiste unifié d'Allemagne (SED) remporte 51 députés sur 109, échouant ainsi à conquérir la majorité absolue.
Avec la création, en mai 1949, du Front national de l'Allemagne démocratique (NFDD), qui regroupe tous les partis politiques de la SBZ sous la tutelle du SED, la démocratie multipartite disparaît. Ainsi, aux élections du 15 octobre 1950, le NFDD remporte 99,9 % des voix au Landtag. Celui-ci est supprimé par la réforme territoriale du 23 juillet 1952, qui dissout les Länder.

### Le tournant démocratique de 1990
Par une loi du 22 août 1990, approuvée en prélude à la réunification allemande, les Länder sont rétablis en République démocratique allemande. Le Landtag de Saxe-Anhalt est réinstallé, comptant alors 99 députés élus pour 4 ans, dont 49 mandats directs.
Lors du premier scrutin libre, le 14 octobre 1990, l'Union chrétienne-démocrate d'Allemagne (CDU) remporte 39 % des voix et 48 députés, tous au scrutin uninominal. En conséquence, le nombre de sièges est augmenté de 7, et la première législature s'ouvre avec 106 parlementaires. La majorité est alors formée d'une « coalition noire-jaune » entre la CDU et le Parti libéral-démocrate (FDP), la même que celle formée en Thuringe et en Mecklembourg-Poméranie-Occidentale, dont les Landtage ont été élus le même jour.
Au scrutin du 26 juin 1994, le Parti social-démocrate d'Allemagne (SPD) parvient à former une « coalition rouge-verte » avec l'Alliance 90 / Les Verts (Grünen). Pour gouverner, cette alliance dispose du soutien sans participation du Parti du socialisme démocratique (PDS). Cette coopération inédite entre les trois formations de gauche, qui fait intervenir un parti anciennement communiste, prend le nom de « modèle de Magdebourg ».
Cette configuration reste au pouvoir huit ans, le SPD devenant même le premier parti du Landtag, tandis que les Grünen en sont exclus, lors des élections du 26 avril 1998. À l'occasion de ce scrutin, l'Union populaire allemande (DVU), parti ouvertement d'extrême droite, réalise une véritable percée avec 12,9 % des voix, soit 16 députés sur 116.
La CDU redevient, au scrutin du 21 avril 2002, le premier parti du Land, tandis que la DVU disparaît du panorama parlementaire et que le PDS devance le SPD. Le retour du FDP au Landtag, dont il était exclu depuis huit ans, permet la formation d'une nouvelle coalition noire-jaune. À l'occasion de ce mandat, la loi électorale est réformée : la législature passe à cinq ans, le nombre de sièges est réduit à 91, et celui des circonscriptions à 45. Lors des deux scrutins qui suivent, le 26 mars 2006 et le 20 mars 2011, les chrétiens-démocrates dominent toujours, devant les ex-communistes, mais la faiblesse des libéraux et l'impossibilité pour les sociaux-démocrates de constituer un gouvernement contraignent la CDU et le SPD à gouverner ensemble, dans une grande coalition. Au cours de la sixième législature, une nouvelle réforme électorale est adoptée, s'appliquant en deux temps : le nombre de députés sera réduit à 87 – dont 43 mandats directs – en 2016, puis à 83 en 2021, dont 42 mandats directs.

## Fonctions
Le Landtag de Saxe-Anhalt élit le ministre-président du Land, chaque groupe parlementaire étant susceptible de présenter un candidat chaque fois que l'élection est requise. Il vote la loi et le budget, contrôle l'action du gouvernement régional.

## Présidents
| Nom                      | Nom                    | Période           | Fin           | Parti |
| ------------------------ | ---------------------- | ----------------- | ------------- | ----- |
|                          | Bruno Böttge (de)      | 18 novembre 1946  | octobre 1948  | SED   |
| Adam Wolfram (de)        | 1948                   | 1950              |               | SED   |
| Michael Schöder (de)     | 1950                   | 1952              |               | SED   |
|                          | Klaus Keitel (de)      | 28 octobre 1990   | 24 mai 1998   | CDU   |
|                          | Wolfgang Schaefer (de) | 25 mai 1998       | 15 mai 2002   | SPD   |
|                          | Adolf Spotka (de)      | 16 mai 2002       | 23 avril 2006 | CDU   |
| Dieter Steinecke (de)    | 24 avril 2006          | 18 avril 2011     |               | CDU   |
| Detlef Gürth (de)        | 19 avril 2011          | 1er décembre 2015 |               | CDU   |
| Dieter Steinecke (de)    | 9 décembre 2015        | 11 avril 2016     |               | CDU   |
| Hardy Güssau (de)        | 12 avril 2016          | 21 août 2016      |               | CDU   |
| Gabriele Brakebusch (de) | 1er septembre 2016     | en cours          |               | CDU   |

## Législatures

1re législature.
2e législature.
3e législature.
4e législature.
5e législature.
6e législature.
7e législature.
8e législature.